# Benedetto Diana

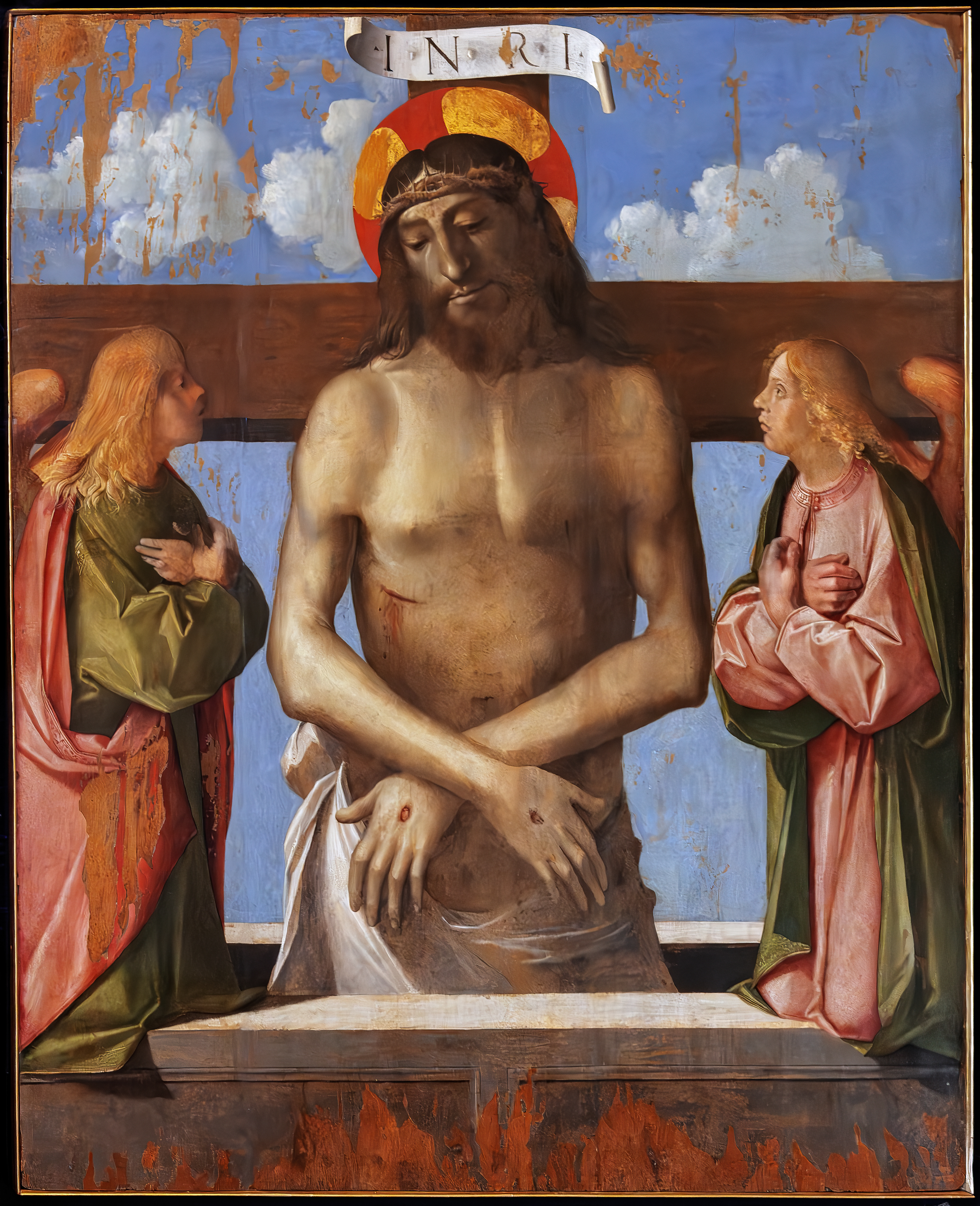
Pietà, Museo Correr, Venècia.

Benedetto Rusconi, conegut com a Benedetto Diana (Venècia, cap a 1460 - Venècia, 9 de febrer de 1525), va ser un pintor italià actiu durant el Renaixement.

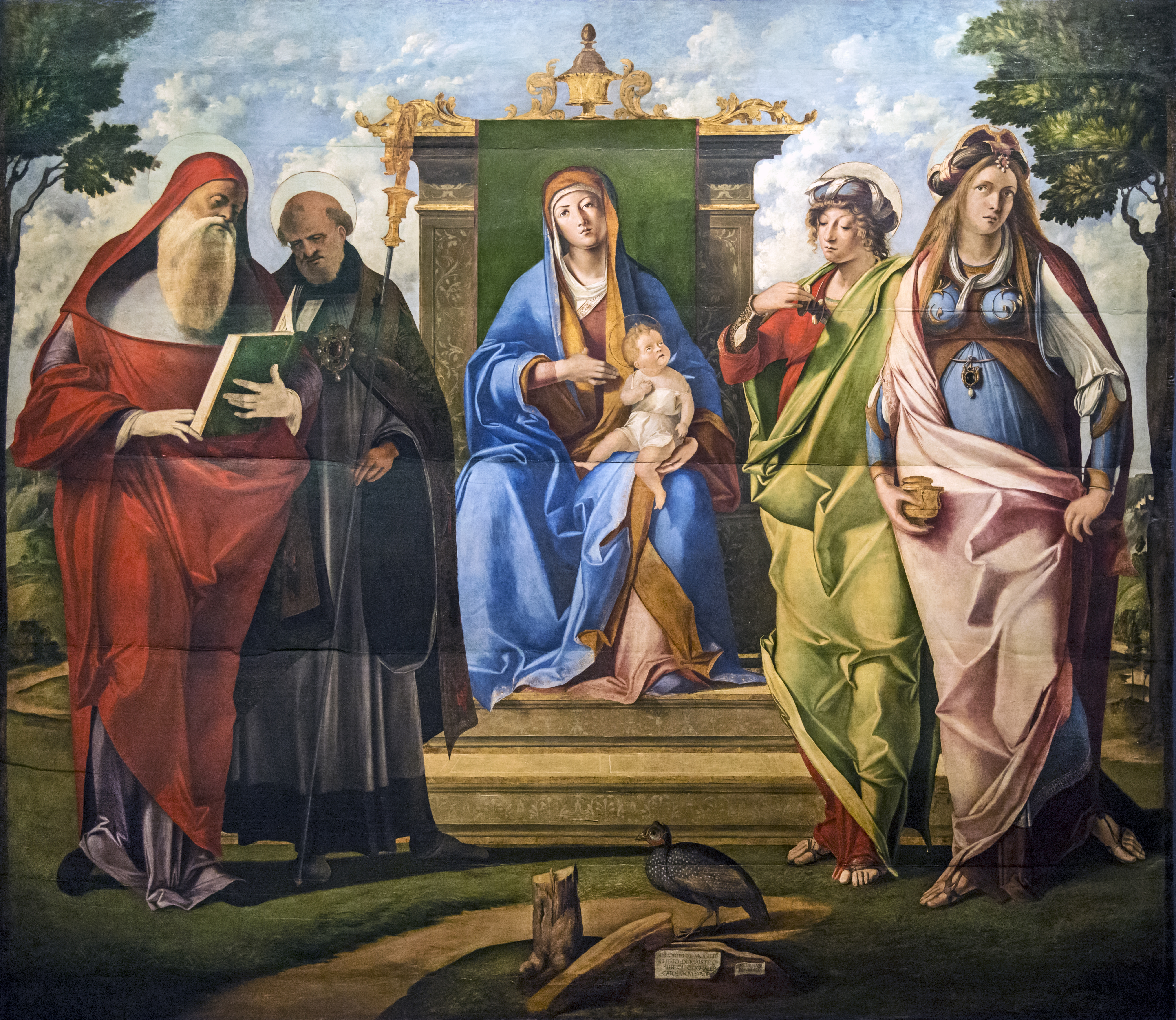
mare de Déu entronitzada amb sants Galeria de l'Acadèmia de Venècia.

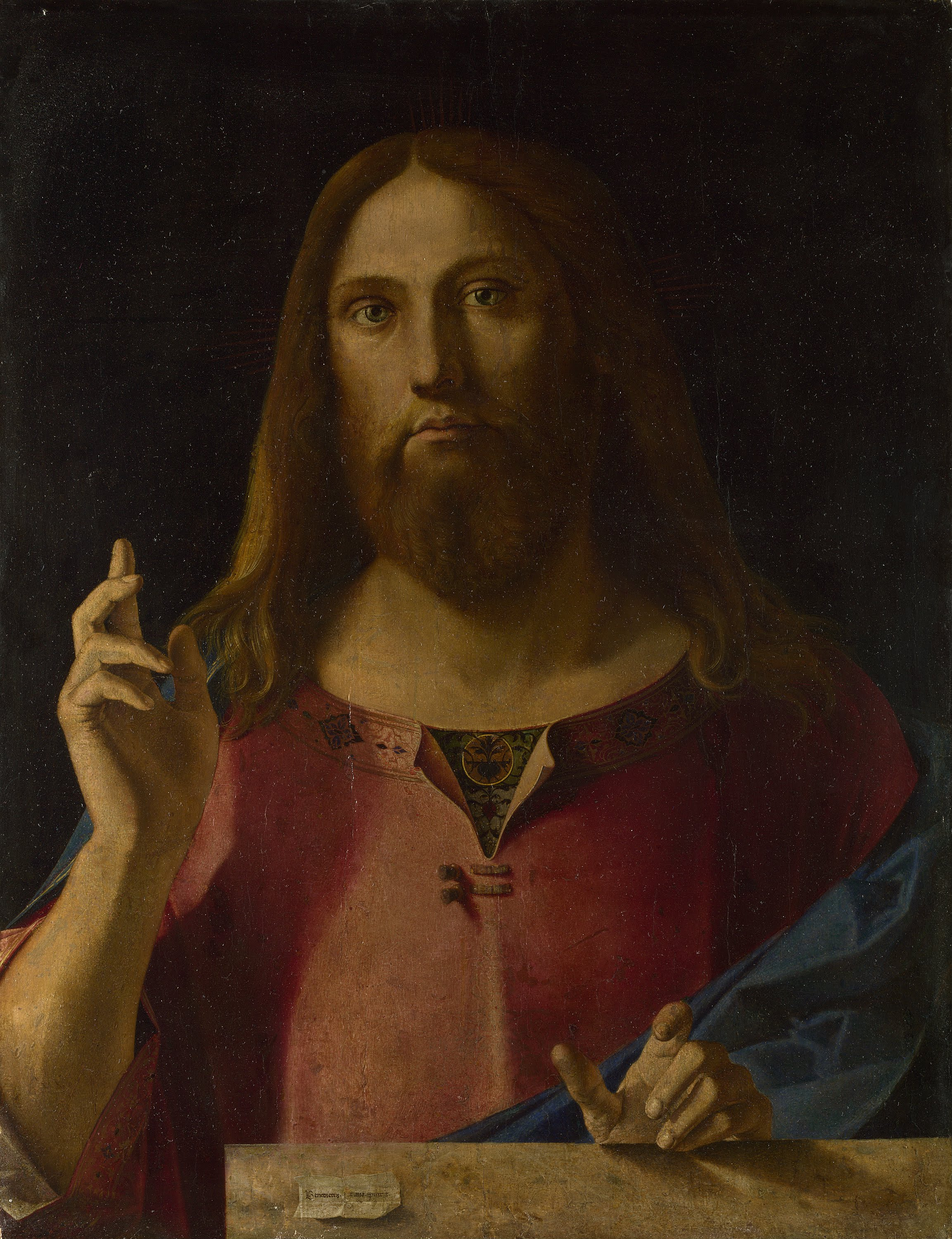
Salvator Mundi, National Gallery de Londres.

L'any 1482 es troba entre els artistes inscrits en la Scuola della Carità de Venècia. Sembla que es va formar al costat de Lazzaro Bastiani. Entre els anys 1485 i 1486 va completar el fresc del Diluvi començat per Bartolomeo Montagna en la Scuola Grande de San Marco. La influència de Bastiani, Giovanni Bellini i el mateix Montagna és evident a l'obra primerenca de Diana. Després desenvoluparà una personalitat més independent, amb un domini característic del color i un ús sofisticat de la llum i els volums. Va aconseguir un gran mestratge en la representació d'efectes òptics als paisatges que servien de fons per a moltes de les seves obres, procedent dels primitius flamencs.
Algunes de les seves obres revelen un profund estudi de l'estil d'Antonello da Messina en el tractament de les figures. A la part final de la seva carrera, Diana es va acostar a les innovacions dels pintors venecians més avançades, com Lorenzo Lotto o Giorgione. Va introduir fons arquitectònics i una nova dimensió en les seves figures que podrien provenir de models del pintor veneccià Il Pordenone.
Prova d'aquesta posada al dia és el seu telero per a la Scuola Grande di San Giovanni Evangelista, on mostra la seva capacitat per treballar en grans formats. En aquest projecte decoratiu van treballar alguns dels més grans pintors de la seva generació, com Pietro Perugino, Gentile Bellini, Vittore Carpaccio, Giovanni Mansueti o Lazzaro Bastiani. Diana va ser un pintor molt reconegut pels seus contemporanis, prova d'això és que obtingués l'encàrrec per pintar l'estendard («gonfalone») de la Scuola della Carità, derrotant altres pintors més famosos avui en dia, com Carpaccio. L'any 1512 va ser elegit president de la confraria dels pintors venecians. Encara que posteriorment ha estat relegat a una posició subalterna dintre de la massa de pintors bellinians, va ser un artista de personalitat única, que va poder tractar en un pla d'absoluta igualtat els altres dos corrents dominants a l'escola veneciana de pintura de la seva època, encapçalades respectivament per Alvise Vivarini i Giambellino.

## Obres destacades
- Sibil·la (c. 1480, Palazzo Pitti, Florència])
- Profeta (c. 1480, Palazzo Pitti, Florència)
- Mare de Déu entronitzada amb l'Infant entre dos sants i donants (1487, Ca' d'Oro, Venècia)
- Mare de Déu entronitzada amb sants (c. 1490, Museu Civico Ponzone, Cremona)
- Crist beneint (1500, Lowe Art Museum, Florida)
- Mare de Déu amb l'Infant i Sant Jeroni (1504, Lowe Art Museum, Florida)
- Curació miraculosa del fill de Ser Alvise Finetti (1505-1510, Galeria de l'Acadèmia de Venècia)
- Salvator Mundi (1510-1520, National Gallery de Londres)
- Crist de peu amb paisatge (Galeria Estense, Mòdena)
- Pietà (Museu Correr, Venècia)
- Mare de Déu amb l'Infant, Sant Juanito, Sant Perei Sant Antoni (1515, Rijksmuseum, Amsterdam)
- Mare de Déu entronitzada amb sants (1515, Galeria de l'Acadèmia de Venècia, pintada originàriament per a l'església de Santa Maria dei Servi a Venècia.
- Presentació i Esposalles de la Mare de Déu, Anunciació (1520-25, National Gallery of Art, Washington D.C.)
- Assumpció de la Mare de Déu (c. 1520, Santa Maria della Croce, Crema (Llombardia))